# Spermophaga
Spermophaga es un género de aves paseriformes perteneciente a la familia Estrildidae.

## Especies
Contiene las siguientes especies:
- Spermophaga poliogenys - estrilda piquigorda de Grant;
- Spermophaga haematina - estrilda piquigorda cabecinegra;
- Spermophaga ruficapilla - estrilda piquigorda cabecirroja.